# Al Janoubstadion
Het Al Janoubstadion, eerder bekend als Al-Wakrahstadion (Arabisch: ملعب الوكرة), is een voetbalstadion in Al Wakrah, Qatar. 

## Bouw
Dit stadion wordt gebouwd voor het Wereldkampioenschap voetbal 2022, en vervangt een ouder stadion dat door de voetbalclub Al-Wakrah SC gebruikt wordt. Het ontwerp is van de Iraaks-Britse architecte Zaha Hadid en deed nogal wat stof opwaaien vanwege de gelijkenis met een vulva. Verdere controverse ontstond door berichtgeving over de slechte arbeidsomstandigheden voor de (meestal Indiase en Bengalese) bouwvakkers die het stadion bouwen. De stelling dat er duizenden doden zijn gevallen bij de bouw lijkt echter overtrokken te zijn.
Het stadion wordt initieel gebouwd met een capaciteit voor 44.325 toeschouwers. Na afloop van het wereldkampioenschap zal de tweede ring van het stadion verwijderd worden, en de capaciteit teruggebracht worden tot 20.000 bezoekers.

## Gebruik
Op 19 december 2020 werd in dit stadion de finale gespeeld van de AFC Champions League van 2020. De finale ging tussen de Iraanse club Persepolis FC en het Zuid-Koreaanse Ulsan Hyundai FC. Het wordt ook gebruikt voor het wereldkampioenschap voetbal 2022.

### Wereldkampioenschap voetbal 2022
| Datum            | Tijd  | Thuisteam   | Uitslag | Uitteam    | Competitie     | Toeschouwers | Onderlingsresultaat |
| ---------------- | ----- | ----------- | ------- | ---------- | -------------- | ------------ | ------------------- |
| 22 november 2022 | 22:00 | Frankrijk   | 4–1     | Australië  | Groepsfase     | 40.875       | onderling resultaat |
| 24 november 2022 | 13:00 | Zwitserland | 1–0     | Kameroen   | Groepsfase     | 39.089       | onderling resultaat |
| 26 november 2022 | 13:00 | Tunesië     | 0–1     | Australië  | Groepsfase     | 41.823       | onderling resultaat |
| 28 november 2022 | 13:00 | Kameroen    | 3–3     | Servië     | Groepsfase     | 39.789       | onderling resultaat |
| 30 november 2022 | 18:00 | Australië   | 1–0     | Denemarken | Groepsfase     | 41.232       | onderling resultaat |
| 2 december 2022  | 18:00 | Ghana       | 0–2     | Uruguay    | Groepsfase     | 43.443       | onderling resultaat |
| 5 december 2022  | 18:00 | Japan       | 1–1     | Kroatië    | Achtste finale | 42.523       | onderling resultaat |

### Aziatisch kampioenschap voetbal 2023
Tijdens het Aziatisch kampioenschap voetbal worden er zes wedstrijden in dit stadion gespeeld, vier groepswedstrijden, een achtste finale en een kwartfinale.
| Datum           | Tijd  | Thuisteam   | Uitslag | Uitteam                      | Competitie     | Toeschouwers | Onderlingsresultaat |
| --------------- | ----- | ----------- | ------- | ---------------------------- | -------------- | ------------ | ------------------- |
| 15 januari 2024 | 20:30 | Maleisië    | 0–4     | Jordanië                     | Groepsfase     | 20.410       | onderling resultaat |
| 18 januari 2024 | 20:30 | Palestina   | 1–1     | Verenigde Arabische Emiraten | Groepsfase     | 41.986       | onderling resultaat |
| 23 januari 2024 | 14:30 | Australië   | 1–1     | Oezbekistan                  | Groepsfase     | 5.290        | onderling resultaat |
| 25 januari 2024 | 14:30 | Zuid-Korea  | 3–3     | Maleisië                     | Groepsfase     | 30.117       | onderling resultaat |
| 30 januari 2024 | 14:30 | Oezbekistan | 2–1     | Thailand                     | Achtste finale | 18.691       | onderling resultaat |
| 2 februari 2024 | 18:30 | Australië   | 1–2     | Zuid-Korea                   | Kwartfinale    | 39.632       | onderling resultaat |

Lusailstadion (Lusail) · Al Baytstadion (Al Khawr) · Al Thumamastadion (Doha) · Stadion 974 (Doha) · Al Janoubstadion (Al Wakrah) · Education Citystadion (Al Rayyan) · Khalifastadion (Al Rayyan) · Al Rayyanstadion (Al Rayyan)